# Smorodino (obwód kurski)
Smorodino (ros. Смородино) – osiedle typu wiejskiego w zachodniej Rosji, w sielsowiecie głamazdińskim rejonu chomutowskiego w obwodzie kurskim.

## Geografia
Miejscowość położona jest 3,5 km od centrum administracyjnego sielsowietu głamazdińskiego (Głamazdino), 6 km od centrum administracyjnego rejonu (Chomutowka), 108 km od Kurska.

## Historia
Do czasu reformy administracyjnej w roku 2010 osiedle Smorodino wchodziło w skład sielsowietu striekałowskiego. W tymże roku doszło do włączenia sielsowietów striekałowskiego i malejewskiego w sielsowiet głamazdiński.

## Demografia
W 2010 r. miejscowość nie posiadała mieszkańców.